# Robert Kabas
Robert Kabas (* 12. September 1952 in Scheibbs, Niederösterreich) ist ein österreichischer bildender Künstler in den Bereichen Malerei, Zeichnung und Skulptur.

## Werdegang
Von 1971 bis 1976 studierte er Malerei an der Akademie der bildenden Künste Wien. Gefördert durch Walter Eckert begann er  mit regelmäßiger Ausstellungstätigkeit.

## Werk
Die Kombination von malerischen und grafischen Elementen kennzeichnet sein Werk. Waren die Bildsujets zunächst inhaltlich technisch geprägt, so orientierte sich seine künstlerische Entwicklung bald an einer konsequenten Auseinandersetzung mit Fläche und Raum, die ihn zur Auflösung der Bildebene führt.

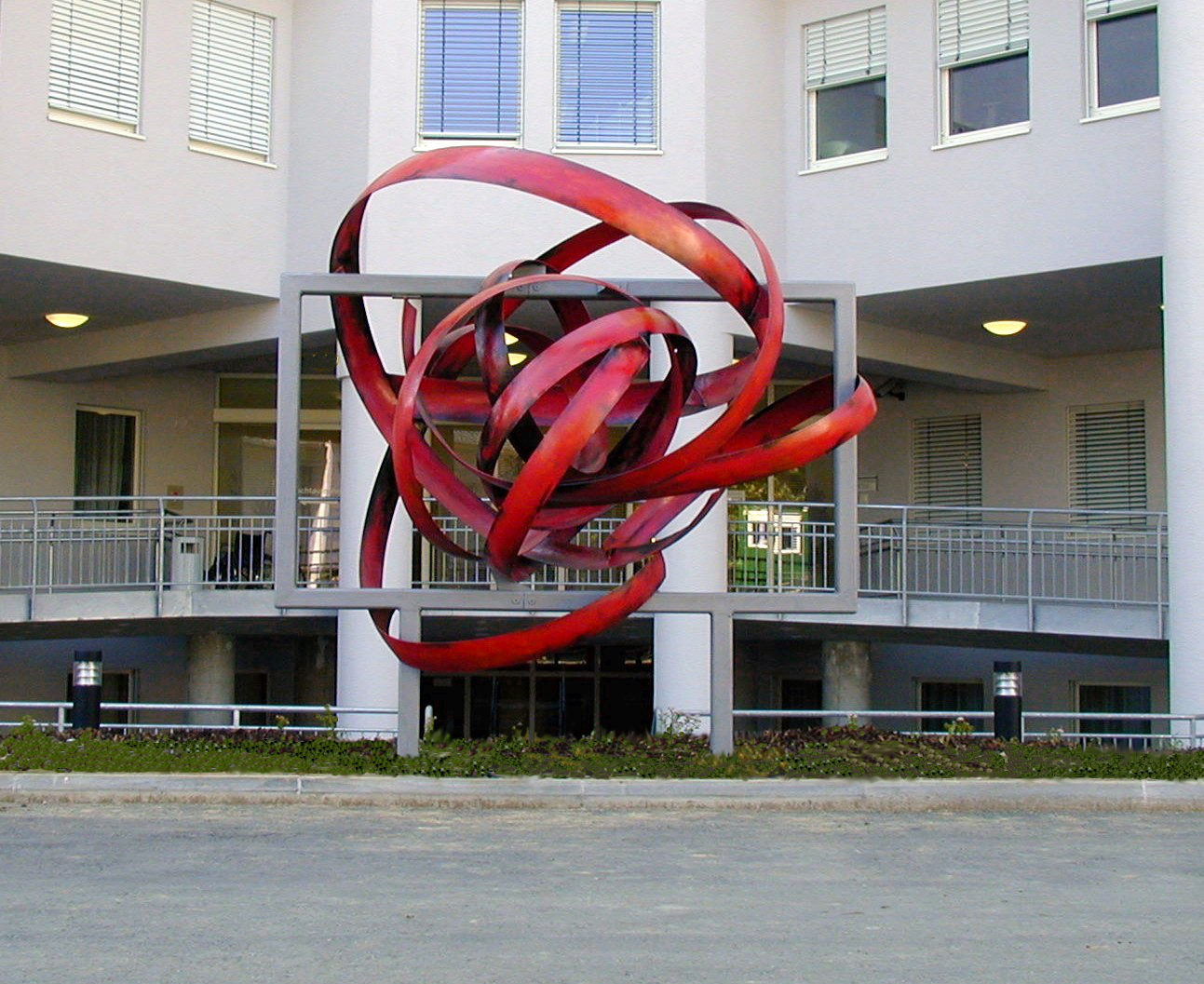
Metallskulptur Organisch und Technisch, 2003, vor dem Landesklinikum Amstetten

Ab Mitte der 1980er Jahre fertigte Kabas aus Blechen zunächst kleine Skulpturen, die er aus der Fläche herleitet, seit Mitte der 1990er Jahre widmete sich Kabas bevorzugt Projekten im öffentlichen Raum, häufig in Form farbiger Metallskulpturen. Die Mehrzahl der Objekte findet man im Land Niederösterreich.
Parallel dazu nahm Kabas kunstpädagogische Aufgaben wahr. Vorlesungen und Vorträge führten ihn zwischen 1997 und 2003 mehrmals in die GU-Staaten Zentralasiens und des Südkaukasus.

## Einzelausstellungen (Auswahl)
- 2018 Los-Lösung, Forum Kunst Millstatt
- 2017, Kaiblinger – Galerie & Kunsthandel, Wien
- 2013, terrains Galerie BH Melk
- 2012, indoorjungle Galerie Gans Wien
- 2012, the real thing, Galerie Halterhaus Leobersdorf
- 2009, Österreichisches Kulturforum, Istanbul
- 2008, Zentrum für zeitgenössische Kunst, Ankara
- 2007, Ägyptisches Kulturzentrum, Wien
- 2005, Galerie Wolfgang Exner, Wien
- 2004, Anders Galerie, Düsseldorf
- 2004, Niederösterreichisches Dokumentationszentrum für Moderne Kunst, St. Pölten
- 2003, Frauenbad Baden (Arnulf Rainer Museum)
- 2001, Galerie Selmersheim, Paris
- 1999, Galerie Lang Wien
- 1999, Galerie 12, Innsbruck
- 1998, Österreichische Galerie Belvedere, Atelier im Augarten, Wien
- Seit 1975 Einzelausstellungen in Berlin, Brüssel, Düsseldorf, München, Paris, Wien, Zürich

## Ausstellungsbeteiligungen (Auswahl)
- 2015, Hoch hinaus, FORUM KUNST, Millstatt
- 2015, 15 x Zeichnung, DOK Niederösterreich
- 2013, the Art of line  John B. Aird Gallery, Toronto, Kanada
- 2013, GrauRand  Palais Liechtenstein, Feldkirch
- 2013, Horror vacui  (Bodo Hell), Künstlerhaus Wien
- 2013, Zeichnung, Zeichnung, Künstlerhaus Wien
- 2013, Zeichnung Wien, Galerie Lang, Wien
- 2013, Europa është kulturë, Durrës, Albanien
- 2012, colours of europe, Melina Mercouri Art Center, Athen, Griechenland
- 2012, flashdance - die Kunst der 80-er Jahre, DOK, St. Pölten
- 2011, 760 914 cm² Druck, Städtische Galerie Wolfsburg
- 2011, IMAGINE - visionäre Kunst der 70er Jahre,  DOK, St. Pölten
- 2011, Treffen 5, Namiest, CZ
- 2010, Donau. Raum. Kunst, Kabelwerk, Wien
- 2010, Go West, Palais Liechtenstein, Feldkirch
- 2010, Ortswechsel, Galerie Weistrach
- 2010, Station 5, Stadtgalerie Purkersdorf
- 2010, Internationales Malersymposium, Hluboka nad Vltavou, CZ
- 2010, RINGTURMKUNST, LeopoldMuseum, Wien
- 2009, EVO, EVO, Künstlerhaus Wien
- 2009, Troner Art consulting, Düsseldorf
- 2008, ZeitRaumZeit Künstlerhaus Wien
- 2008, Galerie Z, Vorarlberg
- 2008, Galerie Nemecek, Wieselburg
- 2008, Galerie Lang, Wien
- 2006, Austrian contemporary Artists, Danubia Meulensteen Art Museum, Bratislava
- 2006, Intermezzo, Galerie Gans, Wien
- 2006, De Natura, Künstlerhaus Wien
- 2005, small is beautiful  Galerie Lang, Wien
- 2005, Künstlerhaus Wien, Buchobjekte
- 2004, Hommage a Picasso, Galerie Exner, Wien
- 2004, Hallo Rubens, Galerie Lang, Wien
- 2003, 30 Jahre Palais Liechtenstein, Feldkirch
- 2002, Subjekt/Objekt Schloss Ulmerfeld
- 2002, Künstlerhaus Salon
- 2002, Künstlerhaus Lyon
- 2001, Transgression, Künstlerhaus Wien
- 1996, Elements, Austrian paintings since 1980
- 1996, Hugh Lane Municipal Gallery of Modern Art, Dublin
- 1996, Unbunt, Sammlung Essl Schömerhaus, Klosterneuburg
- 1995, Kubin fiction/non fiction, OÖ Landesmuseum, Linz
- 1995, Vu x 6, Bastione fiorito, Triest
- 1995, Raum & Winkel, Bad Ems
- 1994, Vu x 6, 6 künstlerische Positionen aus Wien, De Markten, Brüssel
- 1991, Galerie fréderic palardy, Montreal
- 1991, Überfüllung, Galerie Neue Räume, Berlin
- 1989, Wien 1960–1990, Museum f. Moderne Kunst Bozen, Trient, Mailand
- 1988, Spektrum 88, Österr. Kulturinstitut Paris, Poitiers, Toulouse, Rennes
- 1987, International Impact Art Festival, Kyoto City Museum, Japan
- 1987, ART 87, Basel, Galerie Lang Wien
- 1985, Oostenrijkse Avantgarde, Nouvelles Images, Den Haag
- 1984, Biennale Rijeka
- 1983, 6. Intern. Zeichenbiennale, Middlesbrough, Art Gallery
- 1982, XIV. Biennale in Alexandrien
- 1982, Mostra INTERNAZIONALE DE POESIA VISIVA, Pescara, Italien
- 1982, Die österreichische Zeichnung der Gegenwart, Galerie Grüner, Linz
- 1980, Galerie Etienne de Causans, Paris
- 1979, Zeichnung heute, Intern. Jugendtriennale, Nürnberg
- 1975, Secession, Wien